# Daniel Bielica
Daniel Bielica (Zabrze, 30 aprile 1999) è un calciatore polacco, portiere del NAC Breda.

## Caratteristiche tecniche
È un portiere, dotato di un'ottima reattività.

## Carriera
Cresciuto nelle giovanili della squadra della sua città, il Górnik Zabrze, debutta in prima squadra il 2 ottobre 2018 giocando da titolare nella gara di Puchar Polski vinta 9-0 contro l'Unia Hrubieszów. Debutta in campionato due mesi più tardi nell'1-1 contro l'Arka Gdynia.
Durante la stagione 2019-2020 viene ceduto in prestito in I liga, secondo livello del campionato polacco, al Sandecja Nowy Sącz, dove gioca da titolare tutto il campionato, conclusosi con un posto a metà classifica per i bianconeri. 
Ancora in prestito, nella stagione 2020-2021 passa al Warta Poznań, stavolta in Ekstraklasa. Inizialmente impiegato come riserva di Adrian Lis, debutta il 19 ottobre giocando da titolare la gara contro il Podbeskidzie Bielsko-Biała, vinta 2-1 dai suoi. A fine stagione, con all'attivo cinque presenze, non viene riscattato dagli zieloni e fa ritorno al Górnik.  

## Stastistiche

### Presenze e reti nei club
Statistiche aggiornate al 13 novembre 2022.
| Stagione        | Squadra            | Campionato      | Campionato | Campionato | Coppe nazionali | Coppe nazionali | Coppe nazionali | Coppe continentali | Coppe continentali | Coppe continentali | Altre coppe | Altre coppe | Altre coppe | Totale | Totale |
| Stagione        | Squadra            | Comp            | Pres       | Reti       | Comp            | Pres            | Reti            | Comp               | Pres               | Reti               | Comp        | Pres        | Reti        | Pres   | Reti   |
| --------------- | ------------------ | --------------- | ---------- | ---------- | --------------- | --------------- | --------------- | ------------------ | ------------------ | ------------------ | ----------- | ----------- | ----------- | ------ | ------ |
| 2018-2019       | Górnik Zabrze      | EK              | 1          | 0          | PP              | 2               | 0               | -                  | -                  | -                  | -           | -           | -           | 3      | 0      |
| 2019-2020       | Sandecja Nowy Sącz | 1L              | 33         | 0          | PP              | 1               | 0               | -                  | -                  | -                  | -           | -           | -           | 34     | 0      |
| 2020-2021       | Warta Poznań       | EK              | 5          | 0          | PP              | 2               | 0               | -                  | -                  | -                  | -           | -           | -           | 7      | 0      |
| 2021-2022       | Górnik Zabrze      | EK              | 14         | 0          | PP              | 2               | 0               | -                  | -                  | -                  | -           | -           | -           | 16     | 0      |
| 2022-2023       | Górnik Zabrze      | EK              | 6          | 0          | PP              | 3               | 0               | -                  | -                  | -                  | -           | -           | -           | 9      | 0      |
| Totale carriera | Totale carriera    | Totale carriera | 59         | 0          |                 | 10              | 0               |                    | -                  | -                  |             | -           | -           | 69     | 0      |